# トカラ海峡
トカラ海峡（とからかいきょう）は、トカラ列島周辺海域にある海峡である。

## 場所
場所は文献によって異なっている。
- 大隅諸島とトカラ列島との間 （口之島と、屋久島または口永良部島との間）[1][2]
- トカラ列島の悪石島と小宝島の間[3]
- 口之島と中之島の間の口之島水道と、中之島と諏訪之瀬島の間の中之島水道、諏訪之瀬島と悪石島との間の諏訪之瀬水道の3水道の総称[4]
- 九州・種子島と奄美大島の間の海域などの広い範囲とした文献もみられる[5][6][7]。

## 黒潮との関係
トカラ列島周辺の海域には黒潮が流れており、良い条件の港湾もなかったために古くから海上交通の難所とされていた。黒潮はトカラ列島の岩礁との衝突によって乱流混合を引き起こし、湧昇による有光層の生物に栄養塩供給を促し得るため、豊かな海洋の生態系の維持に重要な役割を果たしていると考えられている。

## 渡瀬線との関係
悪石島と小宝島の間にある海底谷は水深1,000メートルを超え、その南北で生物相が異なる。悪石島と小宝島の間の海峡に存在する分布境界線は渡瀬線と呼ばれている。

## 国際問題
中国は2016年6月に、口永良部島西方の日本領海（日本政府の見解）に東調級情報収集艦を航行させて以降、屋久島と口之島の間のトカラ海峡は国際海峡であると主張しており、その後も艦艇を航行させている。